# Czołnochów
Czołnochów – wieś w Polsce położona w województwie wielkopolskim, w powiecie pleszewskim, w gminie Gizałki.
W latach 1975–1998 miejscowość administracyjnie należała do województwa kaliskiego.
W okresie zaborów wieś leżała przy granicy, którą wyznaczała rzeka Prosna, płynąca przez Czołnochów. W tym czasie we wsi znajdowała się komora celna i stacjonujący przy niej oddział Kozaków.
We wsi znajduje się most przez rzekę Prosnę z fragmentem torów kolejki wąskotorowej (jeden z dwóch zachowanych na trasie Witaszyce - Zagórów) oraz stary młyn z 1905 r.